# Земель
Земель (словен. Zemelj) — поселення в общині Метлика, регіон Південно-Східна Словенія, Словенія.